# 顧野王
顧 野王（こ やおう、519年 - 581年）は、南朝梁から陳にかけての学者。字は希馮。本貫は呉郡呉県。『玉篇』の撰者。

## 経歴
顧野王の祖父の顧子喬は南朝梁の東中郎将・武陵王蕭紀の幕府の参軍であった。父の顧烜は信武将軍・臨賀王蕭正徳の記室参軍であり、本郡の五官掾を兼ね、儒術で有名であった。
顧野王は幼くして学問を好んだ。7歳で五経を読んで、要旨をほぼ理解した。9歳で文章を作ることができ、日賦を作って、領軍の朱异が見て、すばらしいと思った。12歳の時、父に従って、建安郡にゆき、『建安地記』2篇を書いた。成長すると、経書や史書を遍く読んで、精確に記憶し理解して、天文地理・亀の甲羅で天体気象や未来を預測すること、篆字や奇怪な字を通じないものはなかった。大同4年（538年）、太学博士に任じられた。中領軍将軍・臨賀王蕭正徳の幕府の記室参軍に転じた。宣城王蕭大器が揚州刺史となると、野王は琅邪の王褒と共に賓客となり、蕭大器は野王の才能を愛した。野王はまた絵を好み、画くことを得意し、東府で斎を起こした時、野王に命じて昔の賢人を描かせ、王褒に賛を書かせると、当時の人は二絶と呼んだ。
侯景の乱が起こって、父が死去したため、野王は呉郡に帰って、郷党数百人を募り、義軍を率いて、建康の援軍となった。野王はもともとほっそりしていて、六尺の身長であり、その上、喪中にあって、ひどく衰え、ほとんど衣服に耐えられなかった。甲を着て、戈を杖として、君臣の義と逆順の道理を伸べ、言葉激しく色を作し、見る者は勇しく立派だと思わない者がなかった。建康が陥落すると、野王は会稽に逃れ、ついで東陽に行き、劉帰義と合流して、城にたてこもって、賊軍を防いた。侯景の乱が平定されると、太尉の王僧弁は非常に彼をほめて、海塩県の県監をさせた。
南朝陳の高祖陳霸先が主宰となると、野王は金威将軍となり、安東将軍・臨川王陳蒨の幕府の記室参軍となり、ついで幕府の諮議参軍に転じた。天嘉元年（560年）、勅命で撰史学士に任じられ、ついで招遠将軍を加えられた。光大元年（567年）、鎮東将軍・鄱陽王陳伯山の諮議参軍に任じられた。太建2年（570年）、国子博士に遷った。後主陳叔宝は皇太子であり、野王は東宮の管記を兼ね、本官はもとのとおりだった。太建6年（574年）、太子率更令となり、ついで大著作を担当し、国史のつがさどり、梁史の製作を主管し、東宮の通事舎人を兼ねた。当時宮中の同僚に済陽の江総・呉郡の陸瓊・北地の傅縡・呉興の姚察があり、みな才能と学問で有名で、論じる者は、彼らを重んじた。黄門侍郎に遷り、光禄卿となり、五礼のことを主管し、ほかの官はすべてもとのとおりだった。太建13年（581年）、死去した。享年は63。詔りで秘書監を追贈された。至徳2年（584年）、更に右衛将軍を追贈された。
野王は若い頃に篤学と立派な性格で有名であり、物事において言葉や態度に過失がなかった。彼の外観を見れば、話せないようであった。その精励し力行する点に至っては、みなは及ぶ者がなかった。三弟の顧允国は薄命ので、野王は両親を失った幼児を育て、恵みが非常に深い。彼の撰著に『玉篇』30巻、『輿地誌』30巻、『符瑞図』10巻、『顧氏譜伝』10巻、『分野枢要』1巻、『続洞冥紀』1巻、『玄象表』1巻があり、当時に通行した。また『通史要略』100巻と『国史紀伝』200巻の編纂を完成しないままに終わった。『文集』20巻があった。

## 伝記資料
- 『陳書』巻30 列伝第24
- 『南史』巻69 列伝第59